# Львовское сельское поселение (Смоленская область)
Львовское сельское поселение — упразднённое муниципальное образование в составе Ярцевского района Смоленской области России.
Административный центр — деревня Львово.
Образовано Законом Смоленской области от 28 декабря 2004 года. Упразднено Законом Смоленской области от 28 мая 2015 года с включением всех входивших в его состав населённых пунктов в Капыревщинское сельское поселение.

## Географические данные
- Общая площадь: 132,6 км²
- Расположение: северная часть Ярцевского района
- Граничит:
  - на севере — с Холм-Жирковским районом
  - на востоке — с Репинским сельским поселением
  - на юге — с Кротовским сельским поселением
  - на западе — с Духовщинским районом
- Крупные реки: Вотря.

## Население
| 2007 | 2011 | 2012 | 2013 | 2014 | 2015 | 2016 |
| ---- | ---- | ---- | ---- | ---- | ---- | ---- |
| 284  | ↘214 | ↘201 | ↘192 | ↘185 | ↗188 | ↘184 |
| 2017 |      |      |      |      |      |      |
| ↘172 |      |      |      |      |      |      |

## Населённые пункты
На территории поселения находилось 12 населённых пунктов:
- Львово, деревня
- Бракулино, деревня
- Городна, деревня
- Демяшонки, деревня
- Исаково, деревня
- Кречеца, деревня
- Левашово, деревня
- Морохово, деревня
- Новосёлки, деревня
- Ново-Сочнево, деревня
- Сеченки, деревня
- Чуркино, деревня

## Экономика
Сельхозпредприятия, магазины.